# Черноклювая хабия
Черноклювая хабия (лат. Driophlox atrimaxillaris) — вид птиц из семейства кардиналовых. Подвидов не выделяют. Эндемик Коста-Рики.

## Описание
Черноклювая хабия достигает длины 18—19 см и массы от 36,2 до 48,9 г. Голова в основном черноватая. Небольшой оранжево-красный гребень на макушке редко приподнят и обычно не заметен. Уздечки, кроющие перья ушей и скулы более тёмные и образуют широкую маску, которая, однако, не выделяется на фоне остальной окраски головы. Верхняя часть тела тёмно-серого цвета с красноватым оттенком. Хвост черноватый. Окраска нижней части тела лососево-оранжевого цвета, наиболее яркая на горле и переходящая в тёмно-серую с розовым оттенком на брюхе. Радужная оболочка тёмно-красная у взрослых особей, тёмно-коричневая у молодых особей. Крепкий конический клюв чёрного цвета. Ноги тёмно-красновато-коричневые. Самки более тусклые, чем самцы, пятно на макушке меньше. Молодые особи ещё более тусклые, без пятна на макушке.

## Распространение и места обитания
Черноклювая хабия является эндемиком Коста-Рики, ареал ограничен полуостровом Оса и южной частью провинции Пунтаренас. Обитает в низменных тропических влажных лесах. Встречается от уровня моря до высоты 300 м над уровнем моря в подлеске зрелых равнинных лесов, редколесьях у ручьев, старых вторичных лесах. Избегает лесных опушек, галерейные леса и молодые вторичные леса.

## Биология
Черноклювая хабия в основном питается насекомыми, но также в состав рациона входят плоды растений семейств Melastomataceae, Solanaceae, Musaceae и Cyclanthaceae (особенно рода Карлюдовика) и мелкие позвоночные.
Сезон размножения приходится на период с января по март. Гнездо в виде открытой чашечки размещается в подлеске довольно низко над землёй. В кладке два белых яйца. Птенцы оперяются через 12 дней. Оба родителя кормят птенцов, и были замечены дополнительные помощники. Потомство, как правило, остается со своими родителями в течение первого года жизни, и, скорее всего, эти особи и являются помощниками.